# هارالد تامر

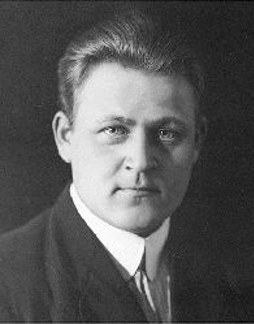
هارالد تامر در دهه ۱۹۳۰

هارالد تامر (انگلیسی: Harald Tammer؛ ۹ ژانویه ۱۸۹۹ – ۶ ژوئن ۱۹۴۲) یک وزنه‌بردار، دو و میدانی‌کار و روزنامه‌نگار اهل استونی بوده است.
از افتخارات وی می‌توان به کسب مدال برنز وزن ۸۲٫۵+ کیلوگرم وزنه‌برداری بازی‌های المپیک تابستانی ۱۹۲۴ و مدال طلا مسابقات وزنه‌برداری قهرمانی جهان اشاره کرد.